# 1994-es Formula–1 monacói nagydíj
A monacói nagydíj volt az 1994-es Formula–1 világbajnokság negyedik futama.

## Futam
Az FIA úgy döntött, hogy a monacói nagydíj rajtrácsának első két pozícióját üresen hagyják, így tisztelegve az előző futamon meghalt Ayrton Senna és Roland Ratzenberger előtt. Az időmérőn Karl Wendlinger súlyos balesetet szenvedett az alagút utáni sikánnál. Több hónapra kómába esett. A pole Schumacheré lett, a második pozíciót Mika Häkkinen szerezte meg, aki a futam első kanyarjában azonnal ki is esett. A versenyen végig vezető Schumacher mögött Gerhard Berger autózott a második helyen, de kicsúszása után Martin Brundle megelőzte, így harmadik lett.
| Helyezés | #  | Versenyző             | Csapat/Motor      | Futott körök | Idő/Kiesés oka  | Rajthely | Pontszám |
| -------- | -- | --------------------- | ----------------- | ------------ | --------------- | -------- | -------- |
| 1        | 5  | Michael Schumacher    | Benetton-Ford     | 78           | 1:49:55,3       | 1        | 10       |
| 2        | 8  | Martin Brundle        | McLaren-Peugeot   | 78           | +37,278         | 8        | 6        |
| 3        | 28 | Gerhard Berger        | Ferrari           | 78           | +1:16,824       | 3        | 4        |
| 4        | 15 | Andrea de Cesaris     | Jordan-Hart       | 77           | +1 kör          | 14       | 3        |
| 5        | 27 | Jean Alesi            | Ferrari           | 77           | +1 kör          | 5        | 2        |
| 6        | 24 | Michele Alboreto      | Minardi-Ford      | 77           | +1 kör          | 12       | 1        |
| 7        | 6  | Jyrki Järvilehto      | Benetton-Ford     | 77           | +1 kör          | 17       |          |
| 8        | 19 | Olivier Beretta       | Larrousse-Ford    | 76           | +2 kör          | 18       |          |
| 9        | 26 | Olivier Panis         | Ligier-Renault    | 76           | +2 kör          | 20       |          |
| 10       | 20 | Érik Comas            | Larrousse-Ford    | 75           | +3 kör          | 13       |          |
| 11       | 11 | Pedro Lamy            | Lotus-Mugen-Honda | 73           | +5 kör          | 19       |          |
| Kiesett  | 12 | Johnny Herbert        | Lotus-Mugen-Honda | 68           | Váltó           | 16       |          |
| Kiesett  | 33 | Paul Belmondo         | Pacific-Ilmor     | 53           | Fizikai állapot | 24       |          |
| Kiesett  | 34 | Bertrand Gachot       | Pacific-Ilmor     | 49           | Váltó           | 23       |          |
| Kiesett  | 9  | Christian Fittipaldi  | Footwork-Ford     | 47           | Váltó           | 6        |          |
| Kiesett  | 31 | David Brabham         | Simtek-Ford       | 45           | Motorhiba       | 22       |          |
| Kiesett  | 4  | Mark Blundell         | Tyrrell-Yamaha    | 40           | Motorhiba       | 10       |          |
| Kiesett  | 3  | Katajama Ukjó         | Tyrrell-Yamaha    | 38           | Váltó           | 11       |          |
| Kiesett  | 25 | Éric Bernard          | Ligier-Renault    | 34           | Kicsúszás       | 21       |          |
| Kiesett  | 14 | Rubens Barrichello    | Jordan-Hart       | 27           | Elektronika     | 15       |          |
| Kiesett  | 7  | Mika Häkkinen         | McLaren-Peugeot   | 0            | Baleset         | 2        |          |
| Kiesett  | 0  | Damon Hill            | Williams-Renault  | 0            | Baleset         | 4        |          |
| Kiesett  | 10 | Gianni Morbidelli     | Footwork-Ford     | 0            | Baleset         | 7        |          |
| Kiesett  | 23 | Pierluigi Martini     | Minardi-Ford      | 0            | Baleset         | 9        |          |
| Vi       | 30 | Heinz-Harald Frentzen | Sauber-Mercedes   |              | Visszalépett    | 25       |          |
| NK       | 29 | Karl Wendlinger       | Sauber-Mercedes   |              | Baleset         | 26       |          |

## A világbajnokság élmezőnyének állása a verseny után
| H  | Versenyzők         | Pont | H  | Konstruktőrök    | Pont |
| -- | ------------------ | ---- | -- | ---------------- | ---- |
| 1. | Michael Schumacher | 40   | 1. | Benetton-Ford    | 40   |
| 2. | Gerhard Berger     | 10   | 2. | Ferrari          | 22   |
| 3. | Rubens Barrichello | 7    | 3. | Jordan-Hart      | 10   |
| 4. | Damon Hill         | 7    | 4. | McLaren-Peugeot  | 10   |
| 5. | Jean Alesi         | 6    | 5. | Williams-Renault | 7    |

## Statisztikák
Vezető helyen:
- Michael Schumacher: 78 (1-78)

Michael Schumacher 6. győzelme, 1. pole-pozíciója, 10. leggyorsabb köre, 1. mesterhármasa (gy, pp, lk)
- Benetton 11. győzelme.